# Кендрикс, Сэм
Сэм Кендрикс (англ. Sam Kendricks; род. 7 сентября 1992, Ошенсайд, Калифорния) — американский прыгун с шестом. Двукратный чемпион мира (2017, 2019). Серебряный и бронзовый призёр Олимпийских игр (2016, 2024). Двукратный серебряный призёр чемпионатов мира в помещении (2016, 2018). Шестикратный чемпион США (2014—2019). Четырёхкратный чемпион США в помещении (2015—2017, 2023). Рекордсмен США в прыжках с шестом на открытом воздухе — 6,06 м (2019).

## Биография
Родители — Скотт и Марни Кендрикс. Сэм окончил среднюю школу Оксфорда и Миссисипский университет. Тренируется под руководством отца.
Кендрикс является первым лейтенантом в армейском резерве армии США.
29 декабря 2017 года Кендрикс женился на Линн Циммер.

## Спортивная карьера
Дебютировал на международной арене в прыжках с шестом в 2013 году, когда победил на летней Универсиаде в Казани. В 2015 году на чемпионате мира в Пекине стал лишь девятым. В 2016 году стал серебряным призёром чемпионата мира в помещении в Портленде и бронзовым призёром Олимпиады в Рио-де-Жанейро.
24 июня 2017 года Кендрикс стал 22-м человеком, присоединившимся к шестиметровому клубу, прыгнув ровно на 6 метров, выиграв чемпионат США по легкой атлетике 2017 года в Сакраменто, Калифорния.
27 июля 2019 года Кендрикс установил рекорд Америки в прыжках с шестом, прыгнув на 6,06 метра.
В 2021 году Кендрикс был вынужден покинуть Олимпиаду в Токио после положительного результата теста на COVID-19 в Олимпийской деревне, пропустив квалификацию по прыжкам с шестом 31 июля.

## Основные результаты
| Год  | Соревнования               | Место проведения          | Результат | Высота |
| ---- | -------------------------- | ------------------------- | --------- | ------ |
| 2013 | Универсиада                | Казань, Россия            | 1         | 5,60 м |
| 2015 | Чемпионат мира             | Пекин, Китай              | 9         | 5,65 м |
| 2016 | Чемпионат мира в помещении | Портленд, США             | 2         | 5,80 м |
| 2016 | Олимпийские игры           | Рио-де-Жанейро, Бразилия  | 3         | 5,85 м |
| 2017 | Чемпионат мира             | Лондон, Великобритания    | 1         | 5,95 м |
| 2018 | Чемпионат мира в помещении | Бирмингем, Великобритания | 2         | 5,85 м |
| 2019 | Чемпионат мира             | Доха, Катар               | 1         | 5,97 м |